# Macrocera vespertina
Macrocera vespertina är en tvåvingeart som beskrevs av Loïc Matile 1973. Macrocera vespertina ingår i släktet Macrocera och familjen platthornsmyggor. Inga underarter finns listade i Catalogue of Life.